# Maria Manuela Castro de Sá
Maria Manuela Castro de Sá (Esmoriz, 1956-2015) foi uma pintora portuguesa, Frequentou as Belas Artes do Porto. As últimas exposições verificaram-se em 1996 (sob o título: Um Pensamento Que Desenha) e em 2012 (A Espiritualidade e o Corpóreo).
Ilustrou, entre outros livros, a Palidez do Pensamento de José Emílio-Nelson.